# سازمان (فیلم)
«سازمان» (انگلیسی: The Organization (film)) فیلمی در ژانر مهیج است که در سال ۱۹۷۱ منتشر شد.

## بازیگران
- سیدنی پوآتیه
- باربارا مک‌نیر
- شری نورث
- رائول هولیا
- آلن گارفیلد
- برنی همیلتون
- ران اونیل